# Sœurs missionnaires dominicaines du Saint-Rosaire
Les Sœurs missionnaires dominicaines du Saint-Rosaire  (en latin : Missionariae Dominicanae a Sacratissimo Rosario) sont une congrégation religieuse féminine missionnaire, enseignante et hospitalière de droit pontifical.

## Historique
En 1913, Ramon Zubieta (1864 - 1921) missionnaire dominicain espagnol, est nommé vicaire apostolique de Santo Domingo de Urubamba (aujourd'hui vicariat apostolique de Puerto Maldonado) en Amazonie péruvienne. Pour promouvoir l'apostolat parmi les populations autochtones, l'évêque décide de créer une congrégation féminine et en accord avec le pape Pie X et l'archevêque de Lima, il transforme l'ancien couvent dominicain de Alameda de los Descalzos (es) en maison de formation pour religieuses missionnaires. 
Pour gérer l'œuvre, il fait appel à cinq sœurs dominicaines du couvent aragonais de Huesca ; le groupe dirigé par Ascensión Nicol Goñi (1868 - 1940) quitte l'Espagne le 16 juin 1915.
L'institut est agrégé à l'ordre des Prêcheurs le 25 mars 1920, il reçoit le décret de louange le 22 décembre 1931 et l'approbation officiel du Saint-Siège le 21 mai 1940.
Ascensión Nicol Goñi est béatifié en 2005, le procès de béatification de Ramon Zubieta est en cours ainsi que ceux de quatre religieuses : Marie Juste, Marie du Bon Conseil, Marie Candide et Marie Olympe, martyrisées le 25 novembre 1960 en République du Congo-Léopoldville.

## Activités et diffusion
Les Missionnaires dominicaines sont principalement actives parmi les populations autochtones d'Asie, d'Afrique et d'Amérique latine et se livrent à divers œuvres d'éducation, de santé et d'assistance sociale.
Elles sont présentes en:  
- Europe : Espagne, Portugal
- Amérique : Bolivie, Chili, République Dominicaine, Équateur, Guatemala, Mexique, Nicaragua, Pérou, Puerto Rico.
- Afrique : Angola, Cameroun, Mozambique,République démocratique du Congo.
- Asie : Chine, Inde, Macao, Philippines, Taïwan, Timor oriental.

La maison généralice est à Madrid.
En 2017, l'institut comptait 679 religieuses dans 115 maisons.